# Фрунзенский европейский кантон
Фрунзенский европейский кантон — административно-территориальная единица Киргизской АССР, существовавшая в 1926—1930 годах. Центр — город Фрунзе.
Кантон был образован в 1926 году на части территории бывшего Пишпекского округа. В состав кантона вошли территории Чуйской долины, населённые преимущественно «европейцами» — русскими, украинцами, немцами и др. (отсюда и название).
Кантон первоначально делился на города Фрунзе, Токмак и 5 волостей (Беловодскую, Быстрореченскую, Карабалтинскую, Токмакскую, Фрунзенскую). В 1928 к Фрунзенскому кантону был присоединён Чуйский («туземный») кантон.
В 1930 кантоны в Киргизской АССР были упразднены. На территории бывшего Фрунзенского кантона были созданы 5 районов.
По данным на 1926 год площадь кантона составляла 2911 км², а население — 129,1 тыс. чел. (русские 66,3 тыс., украинцы 34,4 тыс., киргизы 9,8 тыс.)